# Pandora (mjesec)
Pandora je prirodni satelit Saturna.

## Vanjske poveznice
Astronomska sekcija Fizikalnog društva Split - Pandora, saturnov satelit  Arhivirana inačica izvorne stranice od 22. rujna 2005. (Wayback Machine)